# Арагонска офанзива
Арагонската офанзива е важна военна кампания по време на Гражданската война в Испания, която започва след битката при Теруел. Офанзивата, продължила от 7 март 1938 г. до 19 април 1938 г., разбива републиканските сили, превзема Арагон и завладява части от Каталуния и Леванте.

## Националистическа армия
Атакуващата армия се командва от Фидел Арондо, а Хуан Вигон е негов втори командващ. Хосе Солчага, Хосе Москардо, Антонио Аранда и Хуан Ягуе командват армейски корпус заедно с италианския генерал Марио Берти. Резерв, командван от Ескамес и Валиньо, съставлява основната сила. Хосе Енрике Варела с армията на Кастилия е при Теруел. Легион „Кондор“ също е в готовност. Полковник Ритер фон Тома, неговият командир, убеждава Франко да съсредоточи танковете си, вместо да ги разпръсне.

## Републиканска армия
Поради материалните загуби в битката при Теруел, половината от републиканските войски нямат дори пушки и тъй като най-добрите войски са изтеглени за преоборудване, защитниците на фронтовата линия нямат боен опит. Републиката не може да замени загубеното си оборудване, тъй като съветската помощ започва да отслабва. По същество републиканската армия е изненадана от атаката на националистите. Националистите са преразположили силите си много по-бързо, отколкото републиканският генерален щаб смята за възможно. Макар и предупредени от шпиони, републиканските генерали са убедени, че националистите ще подновят офанзивата в Гуадалахара. Друга грешка, допусната от републиканското военно ръководство е, че приема, че националистите са също толкова уморени и изтощени, колкото републиканците.

## Начало на офанзивата
Националистическата атака започва на 7 март 1938 г., предшествана от тежка артилерия и въздушна бомбардировка. В 06:30 часа сутринта три националистически армии атакуват републиканската линия между река Ебро и Вивел дел Рио. Северната част на атаката е извършена от елитната африканска армия на Ягуе, подкрепена от Легион „Кондор“ и 47 артилерийски батареи. Националистите пробиват фронта на няколко места в първия ден на битката. Ягуе напредва надолу по десния бряг на Ебро, разбивайки всички защити. Солчага отвоюва Белчите на 10 март, а XV Интернационална бригада, заедно с американския, канадския и британския състав, е последната единица, която напуска разрушения град. Командирът на батальона „Ейбрахам Линкълн“, част от XV Интернационална бригада, Робърт Мериман, е убит по време на отстъпление. Съветски таен полицай специално проектира укрепленията при Белчите, но те лесно падат в ръцете на настъпващите националисти. Италианците атакуват при Рудила, срещат първоначална съпротива и след това, водени от Черните стрели (дивизия „Флехас Неграс“), пробиват.
Навсякъде републиканските сили отстъпват. Много войници и офицери просто бягат и отстъплението се превръща в бягство. Освен това ширещите се антикомунистически настроения в Републиканската армия задълбочават деморализацията. Комунистическите командири се обвиняват един друг в различни нарушения или бездействие. Андре Марти и Енрике Листер се нападат един друг. Листер започва политика на стрелба по командирите на отстъпващите войски. Това създава дискусия сред комунистите, тъй като Листер е комунист и застреляните командири също са комунисти.

## Край на кампанията
Кампанията е решена от военновъздушните сили. Равнините на Арагон осигуряват лесни полета за кацане, позволяващи бърза въздушна подкрепа отблизо зад фронта. Националистическите самолети непрекъснато отблъскват републиканците, принуждавайки ги да напускат позиция след позиция и атакуват отстъпващите колони. И германците, и руснаците научават ценни уроци в този конфликт относно използването на самолети в подкрепа на пехотата. На земята Лерида и Гандеса падат през април. Сто и четиридесет американски и британски войници от XV Интернационална бригада стават пленници на националистите. На север настъплението на националистите продължава и до 8 април водноелектрическите централи на Барселона в Пиренеите падат в техни ръце. Промишлеността на Барселона претърпява сериозен спад и старите парни инсталации са рестартирани. Националистите могат лесно да превземат Каталуния и Барселона, но Франко взима решение да настъпи към брега. Това решение се оказва стратегическа грешка, но неговите разузнавателни доклади предполагат, че разширяването на конфликта в Каталуния може да доведе до френска намеса. Той нарежда атаката да продължи към морето. До 15 април националистите достигат Средиземно море при Винарос и до 19 април националистите държат 64 км от средиземноморското крайбрежие. Тази поредица от победи, започнала с Теруел, вдъхва голямо доверие на националистите, че войната е почти спечелена. Междувременно французите отварят отново границата и военната помощ, която е закупена и стои във Франция поради ембаргото, тръгва към Испания и към републиканските сили. Това забавя националистите, докато защитата на републиканците се втвърдява. Бедствието е овладяно и въпреки че националистите преследват други атаки на север към река Сегре и в района на Валенсия, Арагонската офанзива е приключена до 19 април.